# Abyssoherpia ctenata
Abyssoherpia ctenata is een Solenogastressoort uit de familie van de Drepanomeniidae. De wetenschappelijke naam van de soort is voor het eerst geldig gepubliceerd in 2011 door Gil-Mansilla, Garcia-Alvarez & Urgorri.